# IC 3308
IC 3308 је спирална галаксија у сазвјежђу Береникина коса која се налази на листи објеката дубоког неба у Индекс каталогу.
Деклинација објекта је + 26° 42' 57" а ректасцензија 12h 25m 18,1s. Привидна величина (магнитуда) објекта IC 3308 износи 14,7 а фотографска магнитуда 15,4. IC 3308 је још познат и под ознакама UGC 7505, MCG 5-29-81, CGCG 158-101, KUG 1222+269, PGC 40495.